# Sladenia (pez)
Sladenia es un género de peces de la familia Lophiidae.

## Descripción
Los peces ganso de Sladenia se distinguen de los demás géneros de Lophiid por contar con la cabeza y el cuerpo redondeados, en lugar de comprimidos dorsoventralmente. Presentan menos espinas en la cabeza y pedúnculos caudales comprimidos, en lugar de deprimidos. Presentan una cresta lisa que va desde el ojo hasta la parte superior del hocico. Presentan dientes grandes en el centro del paladar, con dientes más pequeños a los lados. Solo presentan dos espinas dorsales en la cabeza, a diferencia de las tres de los otros géneros y una o dos espinas dorsales detrás de la cabeza; la cuarta espina a veces está ausente. La especie más grande del género es S. zhiu, con una longitud total máxima publicada de 65 cm (26 pulgadas), mientras que la más pequeña es S. shaeferis, con una longitud estándar máxima publicada de 28 cm (11 pulgadas).

## Distribución
Se encuentran en los océanos Atlántico occidental, Índico y Pacífico. La especie tipo, S. gardineri, se encuentra en el archipiélago de Chagos, en el océano Índico central, y se ha registrado frente a Nueva Gales del Sur. S. remiger tiene una amplia distribución desde Célebes hasta Hawái, llegando incluso al sur hasta Nueva Zelanda y Tasmania. S. shaefersi se encuentra en el océano Atlántico occidental, y S. zhui en el mar de la China Oriental y el mar de la China Meridional.